# Cantonul Maël-Carhaix
Cantonul Maël-Carhaix este un canton din arondismentul Guingamp, departamentul Côtes-d'Armor, regiunea Bretania, Franța.

## Comune
- Locarn
- Maël-Carhaix (reședință)
- Le Moustoir
- Paule
- Plévin
- Trébrivan
- Treffrin
- Tréogan